# Hełmówka drobna

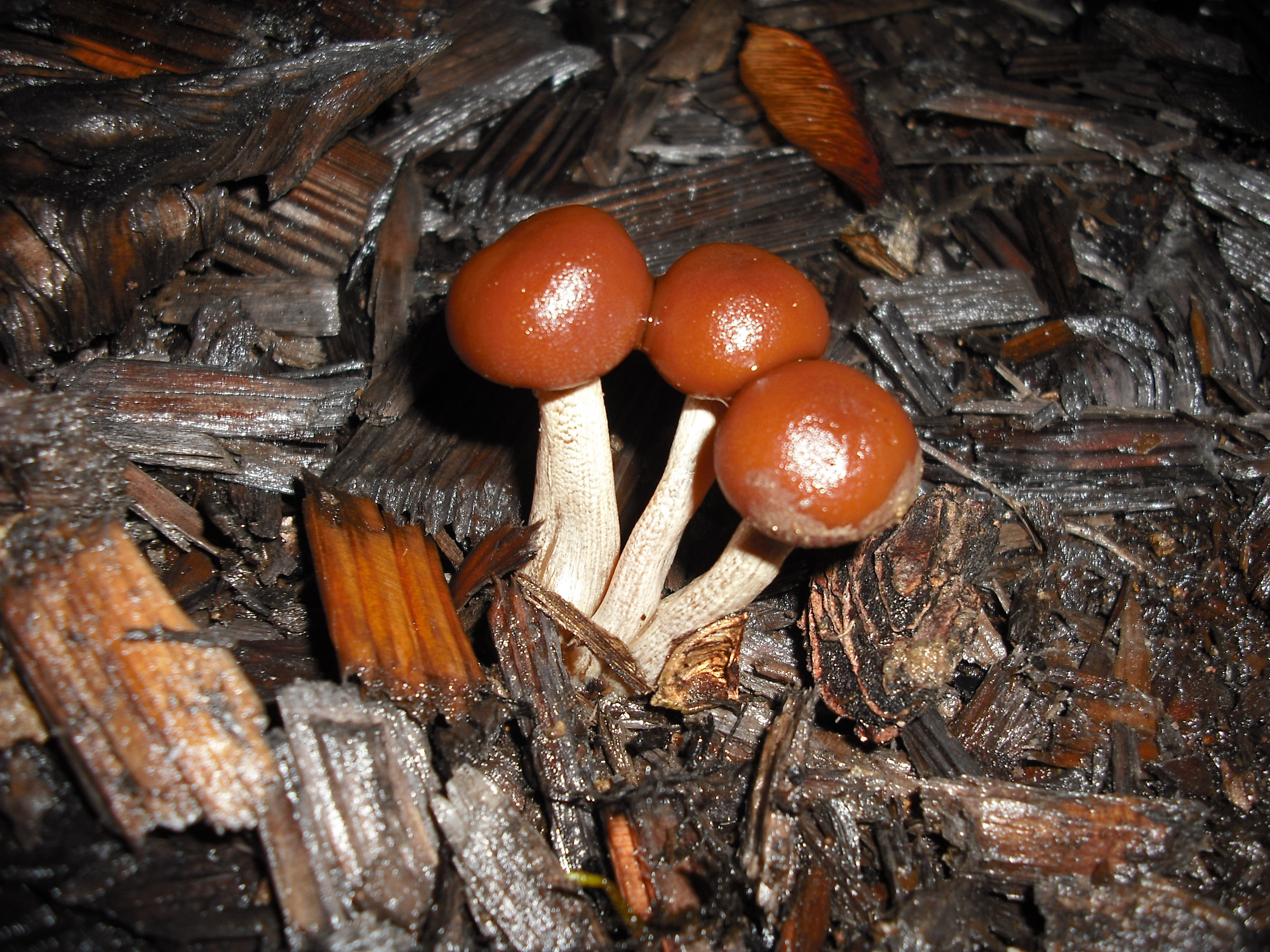

Hełmówka drobna (Galerina nana (Petri) Kühner) – gatunek grzybów należący do rodziny podziemniczkowatych (Hymenogastraceae).

## Systematyka i nazewnictwo
Pozycja w klasyfikacji według Index Fungorum: Galerina, Hymenogastraceae, Agaricales, Agaricomycetidae, Agaricomycetes, Agaricomycotina, Basidiomycota, Fungi.
Po raz pierwszy takson ten zdiagnozował w 1904 roku Lionello Petri, nadając mu nazwę Naucoria nana. Obecną, uznaną przez Index Fungorum nazwę nadał mu w 1935 roku Robert Kühner Synonimy:
- Galera nana (Petri) J.E. Lange 1939
- Galerina nana f. bohemica Singer 1950
- Galerina nana f. leningradensis Singer 1950
- Galerula nana (Petri) Kühner, 1934
- Galerula velenovskyi Kühner 1934
- Naucoria nana Petri, 1904

Nazwę polską zaproponował Władysław Wojewoda w 2003 r.

## Morfologia
Kapelusz
O średnicy 6–23 mm i wysokości około 6 mm, u młodych okazów dzwonkowaty do półkulistego lub wypukłego, zazwyczaj z brodawką lub czasami z tępym garbkiem, podwiniętym brzegiem i przezroczyście prążkowany w obszarze do 6 mm od brzegu, u starszych płaskowypukły z niewielkim garbkiem lub brodawką i równym brzegiem. Powierzchnia gładka lub pomarszczono-bruzdowana (niezależnie od przezroczystych prążków), lekko lepka, żółtawobrązowa do jasnobrązowej z ciemniejszym środkiem, w młodych kapeluszach z dość ciemnym ochrowobrązowym środkiem i prążkami, nieco jaśniejsza między prążkami. Silnie higrofaniczny; w stanie wilgotnym blednący do brązowawego lub oliwkowego, ale garbek, jeśli występuje, często zachowuje więcej brązu w suchych okazach.
Blaszki
Przyrośnięte, rzadko niektóre zatokowato wycięte, ostatecznie przyrośnięto-zbiegające, stosunkowo grube i często nierównej szerokości, początkowo jasno cynamonowobrązowe w końcu bardziej rdzawoochrowe.
Trzon
O wysokości 12–39 mm i grubości 1–4 mm, prawie równy lub zwężający się ku górze, wewnątrz pusty, często zakrzywiony lub wygięty, często z białym kutnerem u nasady, czasami głęboko osadzony w glebie, ale nigdy z ryzomorfami. Powierzchnia początkowo o barwie podobnej jak kapelusz, później zwykle ciemnobrązowa lub głęboko kasztanowobrązowa w dolnej części, biała, włókienkowata z drobnymi, często prawie jedwabistymi, przylegającymi włókienkami osłony, ale bez pierścienia, lub rzadko z bardzo delikatną i nietrwałą strefą pierścieniową, na wierzchołku początkowo drobno oprószona, ostatecznie całkowicie oszlifowany. gładka.
Miąższ
Cienki lub o średniej grubości, o niewyraźnym lub lekko mącznym zapachu i łagodnym smaku.
Cechy mikroskopowe
Zarodniki na 4-zarodnikowych podstawkach 6,5–10,8 × 4,8–6,2 μm, na 2-zarodnikowych 9,5–16,2 × 5–6,7 μm. Mają wyraźne, ale niskim exosporium, brodawkowatą ornamentację z wierzchołkowym zgrubieniem, w widoku z boku są nieco nierównoboczne, w widoku z przodu jajowato-migdałowate. Pleurocystydy liczne, przypominające metuloidy, są zwykle grubościenne (0,8–1,6 μm), rzadziej cienkościenne, szkliste, cytrynowe lub gliniastożółtawe w NH40H, sam wierzchołek z koroną igłowatych lub ziarnistych, krystalicznych inkrustacji, od szklistych do brązowożółtych, wrzecionowato-brzuchate z najgrubszą częścią w środku, szypułkowate, ze zwężonym, ale tępym wierzchołkiem. Cheilocystydy podobne do pleurocystyd, pilocystyd brak. Sprzążki obecne.

## Występowanie i siedlisko
Występuje w niektórych krajach Europy, w Kanadzie (Kolumbia Brytyjska), na Nowej Zelandii, w Ameryce Południowej i Środkowej. W piśmiennictwie naukowym na terenie Polski do 2003 r. podano jedno tylko stanowisko (Góry Świętokrzyskie, 2002), ale w późniejszych latach podano następne. Aktualne stanowiska podaje także internetowy atlas grzybów. Znajduje się w nim na liście gatunków zagrożonych i wartych objęcia ochroną. Znajduje się na Czerwonej liście roślin i grzybów Polski. Ma status E – gatunek wymierający, którego przeżycie jest mało prawdopodobne, jeśli nadal będą działać czynniki zagrożenia.
Grzyby saprotroficzne występujące w rozproszeniu lub rzadziej w małych, gęsto skupionych grupach na zakopanych kawałkach drewna, na drewnianych deskach i doniczkach, na ziemi, na słupkach ogrodzeniowych, na martwych pniach w lasach olszowych.